# Arbeitskreis Zensus
Der Arbeitskreis Zensus (kurz: AK Zensus) entstand als bundesweiter Zusammenschluss um ein gemeinsames Vorgehen gegen den Zensus 2011 bzw. das ihm zugrunde liegende Zensusgesetz 2011 zu koordinieren.
Nach der erfolglosen Einreichung einer Verfassungsbeschwerde gegen das Zensusgesetz 2011 bemüht sich der Arbeitskreis um Aufklärung und Information gegen die Volkszählung 2011.

Logo des Arbeitskreises Zensus

## Aufbau
Es gibt keine konventionellen Strukturen innerhalb des Arbeitskreises, es ist kein eingetragener Verein und er kennt keine förmliche Mitgliedschaft. Beteiligt ist vielmehr, wer sich auf einer der Mailinglisten des Arbeitskreises anmeldet und aktiv an der politischen Arbeit und den internen Diskussionen beteiligt.
Entscheidungen des Arbeitskreises werden teilweise nach unklaren und umstrittenen Entscheidungsmechanismen über die Mailinglisten getroffen.
Finanziert wird der Arbeitskreis durch die darin Engagierten, aber auch über Spenden und indirekt weiterhin durch die ideelle und strukturelle Unterstützung der beteiligten Organisationen, wie zum Beispiel den Arbeitskreis Vorratsdatenspeicherung, digitalcourage (vormals FoeBuD), den FIfF und den Chaos Computer Club.

## Gründung
Der Arbeitskreis Zensus hat sich auf der vom 22. bis zum 24. Mai 2010 vom Chaos Computer Club veranstalteten Konferenz SIGINT in Köln gegründet. Nach einem Vortrag zum Zensusgesetz 2011 fanden sich etwa ein gutes Dutzend Aktivisten zusammen und begründeten den Arbeitskreis mit der Absicht, eine Verfassungsbeschwerde gegen dieses Gesetz zu organisieren.
Dazu wurden im Verlauf der darauf folgenden Wochen die offene Mailingliste als Basis für die gemeinsame Kommunikation sowie das Internetportal www.zensus11.de installiert.

## Kritik am Zensus 2011
- Mangel an Information und Aufklärung
- Sorge um Sicherheit der im Rahmen der Volkszählung entstehenden – zeitlich nicht anonymisierten – zentralen Datenbank.
- Keine Berücksichtigung des Grundsatzes der Datensparsamkeit: In Deutschland werden Informationen erhoben, die von der zugrundeliegenden EG-Richtlinie nicht verlangt werden, etwa Fragen zum eigenen und elterlichen Migrationshintergrund bis 1955 zurückreichend, die Frage nach der Religionszugehörigkeit und die (einzige freiwillige) Frage zur Weltanschauung und zum Glaubensbekenntnis.
- Nicht-Nachvollziehbarkeit der Sicherheit der eingesetzten IT-Systeme.
- Zweckentfremdung von Daten bei Meldeämtern und bei der Bundesagentur für Arbeit.
- Fehlende sofortige Anonymisierung der erhobenen Daten.
- Zweifel an der Umsetzung des Abschottungsgebots (hergeleitet im Volkszählungsurteil).
- Kritik an fehlender Anonymisierung der Erhebungen in so genannten „sensiblen Sonderbereichen“.
- Befragungen oder Erhebungen von Daten aller in „Sonderbereichen“ lebenden Menschen.
- Festhalten an der mit Buß- oder Zwangsgeld durchgesetzten Auskunftspflicht.
- Ausführung der Bundesländer-Ausführungsgesetze: zum Beispiel was die Auswahl der Erhebungsbeauftragten („Volkszähler“) betrifft.

## Einreichung der Verfassungsbeschwerde gegen das Zensusgesetz
Die gemeinsam mit einer Bremer Rechtsanwältin erarbeitete und von 13.077 Unterstützern mitgetragene Verfassungsbeschwerde wurde fristgerecht am letztmöglichen Tag, dem 16. Juli 2010 beim Bundesverfassungsgericht in Karlsruhe eingereicht.
Per Entscheidung des Bundesverfassungsgerichts vom 21. September 2010, die am 1. Oktober 2010 veröffentlicht worden ist, wurde die Beschwerde nicht zur Entscheidung angenommen, da die Annahmegründe nach § 93a Abs. 2 BVerfGG nicht vorliegen würden.

## Fortsetzung der Arbeit
Der Arbeitskreis Zensus hat seine Arbeit dennoch fortgesetzt und betreibt seither Aufklärungsarbeit, indem er Informationsmaterialien bereitstellt, Vorträge und Diskussionen organisiert sowie zu Aktionen und dem Auskunftsersuchen bei den Behörden anregt.
Im Wiki des Arbeitskreises Vorratsdatenspeicherung sammeln die Aktivisten Informationen zur Volkszählung 2011 sowie zu ihren geschichtlichen Hintergründen.

## Arbeit gegen Zensus 2021
In Kooperation mit der Gesellschaft für Freiheitsrechte führt der AK Zensus den Kampf gegen das im Oktober 2018 im Bundestag beschlossene Gesetz zur Vorbereitung des Zensus 2021 fort. Dieses Gesetz plant die testweise Übermittlung zur zentralen Speicherung äußerst sensibler Daten aller deutschen Bürger aus den statistischen Landesämtern ab dem 13. Januar 2019. Dies beinhaltet Name, Geschlechtsidentität, Familienstand und Religionszugehörigkeit. Rechtsanwalt Benjamin Derin hat einen Eilantrag gegen die überflüssige und gefährliche Übermittlung von Meldedaten am 10. Januar 2019 an das Bundesverfassungsgericht gestellt. Das Verfassungsgericht wies den Eilantrag am 6. Februar 2019 zurück. Begründet wurde dies über die Folgenabschätzung: Wäre dem Eilantrag stattgegeben worden, hätte sich aber herausgestellt, dass eine etwaige Verfassungsbeschwerde erfolglos wäre, hätte dies den gesamten Ablauf des Zensus erheblich erschwert. Umgekehrt wären die Folgen eines abgelehnten Eilantrags aber einer erfolgreichen Verfassungsbeschwerde aus Sicht des Bundesverfassungsgerichtes deutlich geringer: Sämtliche erhobenen und gesammelten Daten unterlägen ohnehin einer strengen Zweckbindung, könnten behördlich also auch nicht anderweitig verwendet werden.